# Galeopsomyia valerus
Galeopsomyia valerus är en stekelart som först beskrevs av Walker 1839.  Galeopsomyia valerus ingår i släktet Galeopsomyia och familjen finglanssteklar. Inga underarter finns listade i Catalogue of Life.